# زان (البترون)
زان  هي إحدى القرى اللبنانية من قرى قضاء البترون في محافظة الشمال.